# Althochdeutscher Tatian

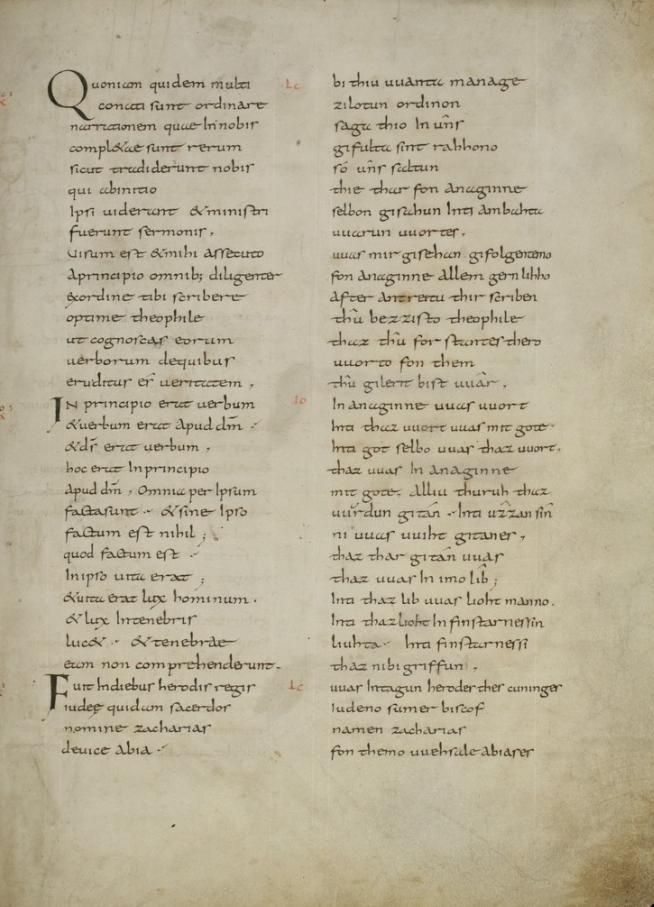
Evangelienharmonie des Tatian (St. Gallen, Stiftsbibliothek, Cod. Sang. 56) Seite 25

Der Althochdeutsche Tatian ist eine Übersetzung der  Evangelienharmonie Tatians ins Althochdeutsche. Die Übersetzung wurde um das Jahr 830  im Kloster Fulda unter der Leitung von Hrabanus Maurus angefertigt und befindet sich seit dem 10. Jahrhundert im Kloster St. Gallen (Cod. Sang. 56).  

## Das Werk und seine Überlieferung
Neben dem Althochdeutschen Isidor ist der Althochdeutsche Tatian die zweite große übersetzerische Leistung aus der Zeit Karls des Großen. 
Der Althochdeutsche Tatian ist zweisprachig: Lateinisch – Althochdeutsch. Das Diatessaron, eine Evangelienharmonie des Syrers Tatian (um 170 n. Chr.), wurde dabei mit einer Abschrift aus dem Bonifatiuscodex (Cod. Bonifat. I) zu einer Bilingue verbunden. 
Neben der einzig erhaltenen Handschrift G, die sich heute in St. Gallen befindet (Cod. Sangall. 56), werden weitere Handschriften vermutet. Darauf deuten Auszüge auf den Rändern der „Altdeutschen Gespräche“ (Paris, Bibl. Nat., Ms. Lat. 7461) und auch Textproben aus „De literis et lingua Getarum siue Gothorum“ (1597) von Bonaventura Vulcanius. Diese Textproben verweisen auf eine Handschrift, deren unvollständige Abschrift  heute in der Bodleian Library in Oxford (Ms. Jun. 13) zu finden ist.

## Stilistik
Der Althochdeutsche Tatian ist vorwiegend eine Wort-für-Wort-Übersetzung,  die als bilingualer Text in zwei Spalten aufgeteilt ist. Links zeigt sich der lateinische Text, rechts die althochdeutsche Übersetzung in der gleichen Zeilen- und  Wortfolge. 
Diese Wort-für-Wort-Übersetzung wird nur teilweise durch eine freiere Übersetzungstechnik ersetzt.   Der deutsche Text erscheint dabei dem lateinischen Text untergeordnet. Darauf deuten die Gliederung der Absätze und die Hervorhebung des lateinischen Textes durch Initialen hin. 
Die Forschung unterscheidet sechs Schreiber mit unterschiedlichen Fähigkeiten und Schreibstilen, das lässt die Überlieferung uneinheitlich erscheinen.  Überwiegend dominiert der Fuldaer Schreibstil. 

## Leseprobe
Abschnitt 97 

Lukas 15,11-16 : Ausschnitt aus Der verlorene Sohn:

| Latein | Althochdeutsch | Moderne Übersetzung (Einheitsübersetzung 2016) |
| --- | --- | --- |
| Ait autem: homo quidam habuit duos filios. 12. Et dixit adolescentior ex illis patri: pater, da mihi portionem substantiae quae me contingit. Et divisit illis substantiam. 13. Et non post multos dies congregatis omnibus adolescentior filius peregre profectus est in regionem longinquam et ibi dissipavit substantiam suam vivendo luxuriose. | Quad tho: sum man habata zuuene suni. Quad tho der iungoro fon then themo fater: fater, gib mir teil thero hehti thiu mir gibure. Her tho teilta thia héht. Nalles after manegen tagon gisamonoten allen ther iungoro sun elilentes fuor in uerra lantscaf inti dar ziuuarf sina héht lebento uirnlustigo.                  | 11 Weiter sagte Jesus: Ein Mann hatte zwei Söhne. 12 Der jüngere von ihnen sagte zu seinem Vater: Vater, gib mir das Erbteil, das mir zusteht! Da teilte der Vater das Vermögen unter sie auf. 13 Nach wenigen Tagen packte der jüngere Sohn alles zusammen und zog in ein fernes Land. Dort führte er ein zügelloses Leben und verschleuderte sein Vermögen. |
| 14. Et postquam omnia consummasset, facta est fames valida in regione illa, et ipse coepit egere. 15. Et abiit et adhaesit uni civium regionis illius, et misit illum in villam suam, ut pasceret porcos. 16. Et cupiebat implere ventrem suum de siliquis quas porci manducabant, et nemo illi dabat.                                              | Inti after thiu her iz al uorlós, uuard hungar strengi in thero lantscefi; her bigonda tho armen. Inti gieng inti zuoclebeta einemo thero burgliuto thero lantscefi, inti santa inan in sin thorf, thaz her fuotriti suuin. Inti girdinota gifullen sina uuamba fon siliquis theo thiu suuin azzun, inti nioman imo ni gab. | 14 Als er alles durchgebracht hatte, kam eine große Hungersnot über jenes Land und er begann Not zu leiden. 15 Da ging er zu einem Bürger des Landes und drängte sich ihm auf; der schickte ihn aufs Feld zum Schweinehüten. 16 Er hätte gern seinen Hunger mit den Futterschoten gestillt, die die Schweine fraßen; aber niemand gab ihm davon.              |

## Intention des Werkes
1. Hintergrund der Bibelübersetzungen im 8. und 9. Jahrhundert ist die Mehrsprachigkeit im Karolingerreich. Das  brachte für die Herrscher jener Zeit die Herausforderung mit sich, christliche Glaubensgrundlagen in einer verständlichen Sprache für alle christlichen Bewohner des Frankenreiches verfügbar zu machen.  
Diese Tatsache muss im Zusammenhang mit den von Karl dem Großen erlassenen Vorschriften zur Vermittlung von Glaubensinhalten (Admonitio generalis, 789 n. Chr.), den Sachsenkriegen  dieser Zeit und der Synode von Frankfurt (794 n. Chr.) gesehen werden. 
Dadurch kam es um 800 zur Entstehung vieler Übersetzungen von Glaubens- und Gebrauchstexten für das kirchliche Leben.
Somit könnte diese Schrift aus dem Kloster Fulda letztendlich dazu beigetragen haben, die Missionierungsabsichten der christlichen Herrscher des Abendlandes zu unterstützen bzw. zu beschleunigen. 
2. In der Ausbildung von Klerikern könnte der Althochdeutsche Tatian als Vorstufe für das Studium der einzelnen Evangelien gedient haben. Diejenigen, die des Lateinischen noch wenig oder gar nicht mächtig waren, konnten somit das Original besser verstehen. Für Lateinkundige mag das Original als Kontrolle der Übersetzung gedient haben.

## Bedeutung des Werkes
Der Althochdeutsche Tatian ist eines der großen althochdeutschen Werke, neben dem Werk Notkers des Deutschen und Otfrids von Weißenburg.  
Die sprachgeschichtliche Bedeutung liegt darin, dass hier zum ersten Mal ein einheitlicher deutscher Text dokumentiert ist und Einblicke in sprachhistorische Entwicklungen und den althochdeutschen Wortschatz gibt. 
Zudem beeinflusste der Althochdeutsche Tatian den Heliand (besonders im Hinblick auf die Stoffauswahl).

## Ausgabe
- Sievers, Eduard, ed. (1892). Tatian: Lateinisch und altdeutsch mit ausführlichem Glossar. Paderborn: Schöningh.